# El jefe infiltrado
El jefe infiltrado (conocido como El jefe en su primera etapa) es un programa de televisión español de docu-telerrealidad, en el que los jefes trabajan infiltrados en sus propias empresas para investigar cómo funcionan realmente y para identificar cómo se pueden mejorar, así como para recompensar a sus empleados. El programa se estrenó el 8 de junio de 2011 en Antena 3, pero fue cancelado debido a sus discretos datos de audiencia. Sin embargo, Atresmedia recuperó el formato para La Sexta, siendo reestrenado el 3 de abril de 2014. Este espacio es una adaptación del programa británico Undercover Boss.

## Historia
A finales del mes de diciembre de 2009, la productora BocaBoca puso en marcha la adaptación de Undercover Boss para Antena 3 (inicialmente planteado para Neox), formato que fue estrenado el 8 de junio de 2011 bajo la denominación de El jefe. Sin embargo, el programa otorgó a la cadena una cuota de pantalla bastante baja, hecho que hizo que el programa fuera retrasado y reubicado con el fin de darle una nueva oportunidad. Finalmente, El jefe fue cancelado por los mismos motivos.
Tres años más tarde, Atresmedia readquirió los derechos para adaptar nuevamente el formato Undercover Boss, ya que la versión americana del programa, estrenada en Xplora el 26 de febrero de 2013, se convirtió en uno de los formatos más competitivos y de mayor éxito del canal. Esta vez sería la productora Eyeworks-Cuatro Cabezas la encargada de adaptar el formato Esta nueva versión, llamada El jefe infiltrado, fue puesta en marcha el 3 de abril de 2014, aunque esta vez en La Sexta y logrando grandes datos de audiencia. Tras una media de un 12,7%, La Sexta decidió renovarlo por una segunda temporada.
Poco después se renovó por una tercera, cuarta y quinta temporada.
En 2021, el programa vuelve tras dos años de ausencia, estrenando su sexta temporada el 26 de mayo de 2021.

## Formato
En cada episodio, un ejecutivo de alto rango o el propietario de una empresa desempeña el papel de un empleado principiante de la misma, alterando su apariencia e inventando un nombre y un pasado nuevos. Estos pasan, de incógnito, una semana trabajando en diferentes áreas de su empresa, desempeñando diferentes trabajos y, en algunos casos, en distintas ubicaciones cada día. Al mismo tiempo, aunque están expuestos a una serie de situaciones difíciles, conocen a sus empleados y aprenden sobre sus retos profesionales y personales.
Al final de la etapa que pasan infiltrados, los jefes vuelven a su verdadera identidad y solicitan a los empleados que acudan a la sede central de la empresa. Así, los jefes revelan su identidad y recompensan a los empleados que trabajan duro a través de ascensos o subiéndoles el sueldo; mientras que otros empleados son dotados de mejores condiciones de trabajo o, en casos extremos, son despedidos.

## Episodios y audiencias

### Temporada 1
| N.º | Protagonista/Empresa                                       | Emisión             | Audiencia        |
| --- | ---------------------------------------------------------- | ------------------- | ---------------- |
| 1   | Pedro Rodríguez Villanueva / Grupo Villanueva              | 8 de junio de 2011  | 1 344 000 (8,3%) |
| 2   | Benjamín Sanz / Grupo Campanas                             | 26 de julio de 2011 | 915 000 (8,5%)   |
| 3   | Pedro Rodríguez Villanueva / Grupo Villanueva (Reposición) | 26 de julio de 2011 | 660 000 (10,8%)  |

### Temporada 1.
| N.º | Protagonista/Empresa               | Emisión             | Audiencia         |
| --- | ---------------------------------- | ------------------- | ----------------- |
| 1   | Jesús Navarro / Domino's Pizza     | 3 de abril de 2014  | 2 970 000 (14,6%) |
| 2   | Diego Trinidad / Limasa            | 3 de abril de 2014  | 2 810 000 (18,6%) |
| 3   | Borja Domínguez / Wogaboo          | 10 de abril de 2014 | 2 639 000 (13,3%) |
| 4   | Manuel Pascual / Gimnasios Altafit | 24 de abril de 2014 | 2 146 000 (10,7%) |
| 5   | Elvira Durand / Lizarrán           | 1 de mayo de 2014   | 1 796 000 (10,0%) |
| 6   | Jesús Rodríguez / Grupo Amygo      | 8 de mayo de 2014   | 2 068 000 (10,5%) |
| 7   | Guillermo Pérez / MRW              | 15 de mayo de 2014  | 2 104 000 (10,9%) |
| 8   | Marta Martín / D-Beauty Group      | 22 de mayo de 2014  | 2 026 000 (10,0%) |

### Temporada 2
| N.º | Protagonista/Empresa            | Fecha de emisión      | Audiencia         |
| --- | ------------------------------- | --------------------- | ----------------- |
| 1   | Nicolás Kanngieser / DetailCar  | 7 de enero de 2015    | 2 098 000 (10,7%) |
| 2   | Luis Ángel Martínez / Bioparc   | 14 de enero de 2015   | 2 366 000 (11,6%) |
| 3   | Paolo Maglia / Papizza          | 14 de enero de 2015   | 1 850 000 (12,8%) |
| 4   | Marisa Camacho / Tips@          | 21 de enero de 2015   | 2 002 000 (9,8%)  |
| 5   | Ángel Lorenzo / Tartalia        | 28 de enero de 2015   | 2 258 000 (11,3%) |
| 6   | Julio Pinto / Grupo Matarromera | 4 de febrero de 2015  | 2 731 000 (13,4%) |
| 7   | Pablo Martínez / La Mafia       | 18 de febrero de 2015 | 2 030 000 (10,0%) |
| 8   | Rafael Fernández / Fain         | 25 de febrero de 2015 | 2 288 000 (11,7%) |

### Temporada 3
| N.º | Protagonistas/Empresa                              | Fecha de emisión         | Audiencia         |
| --- | -------------------------------------------------- | ------------------------ | ----------------- |
| 1   | Carlos Garrido / Grupo Garrido (Servicios de Taxi) | 8 de septiembre de 2015  | 1 579 000 (9,1%)  |
| 2   | Manel Real / Som-hi                                | 8 de septiembre de 2015  | 1 561 000 (13,1%) |
| 3   | Masha Lloyd / Yoigo                                | 15 de septiembre de 2015 | 1 701 000 (9,8%)  |
| 4   | Sergio Guerrero / Copas Rotas                      | 22 de septiembre de 2015 | 1 755 000 (9,6%)  |
| 5   | Ángel y Álvaro Muñoz / Copese                      | 29 de septiembre de 2015 | 1 556 000 (8,4%)  |
| 6   | David Sánchez / Dormity                            | 6 de octubre de 2015     | 1 694 000 (8,9%)  |
| 7   | Alberto Zapiaín / Peluquerías Low Cost             | 13 de octubre de 2015    | 1 753 000 (9,3%)  |
| 8   | Álvaro Samper / Mercado Provenzal                  | 20 de octubre de 2015    | 1 900 000 (9,8%)  |
| 9   | Alejandro González / Limpieza Las Nieves           | 27 de octubre de 2015    | 2 010 000 (10,7%) |
| 10  | Cristina Gabilondo / Gipuzkoa Basket Club          | 3 de noviembre de 2015   | 1 647 000 (8,6%)  |
| 11  | Antonio Portilla / Hoteles Playa Senator           | 12 de noviembre de 2015  | 1 894 000 (9,8%)  |
| 12  | José Antonio Mangas / Palibex                      | 19 de noviembre de 2015  | 1 686 000 (8,9%)  |
| 13  | Cristina González / Injusa                         | 26 de noviembre de 2015  | 1 603 000 (8,5%)  |

### Temporada 5
| N.º | Protagonistas/Empresa                        | Fecha de emisión    | Audiencia        |
| --- | -------------------------------------------- | ------------------- | ---------------- |
| 1   | Mari Carmen Ramírez / Abrasador              | 9 de mayo de 2019   | 1 291 000 (8,0%) |
| 2   | Sandra López de Erentxun / Juicy Avenue      | 16 de mayo de 2019  | 1 139 000 (7,1%) |
| 3   | Eduardo Sánchez / Regalo Original            | 23 de mayo de 2019  | 1 057 000 (6,4%) |
| 4   | Raúl Lozano / Redur                          | 30 de mayo de 2019  | 1 084 000 (6,7%) |
| 5   | Isaac Cabello / Cooltra                      | 6 de junio de 2019  | 1 028 000 (6,6%) |
| 6   | Javier Lafuente / Sanamar                    | 13 de junio de 2019 | 1 031 000 (6,7%) |
| 7   | Daniel Medrano / La Emilita                  | 20 de junio de 2019 | 1 225 000 (8,1%) |
| 8   | Maximiliano Serrano / Ballenoil              | 27 de junio de 2019 | 805 000 (5,5%)   |
| 9   | Amparo Salmón / La Ermita                    | 4 de julio de 2019  | 952 000 (7,1%)   |
| 10  | Josema Yuste / Teatro Olympia y Teatro Talia | 11 de julio de 2019 | 791 000 (6,1%)   |

### Temporada 6
| N.º | Protagonistas/Empresa                  | Fecha de emisión    | Audiencia      |
| --- | -------------------------------------- | ------------------- | -------------- |
| 1   | Carlos Conde / Carlos Conde Peluqueros | 27 de mayo de 2021  | 947 000 (7,0%) |
| 2   | Jesús Saseta / Grupo Sagar             | 3 de junio de 2021  | 929 000 (6,7%) |
| 3   | Israel Lamparero / Spagnolo            | 10 de junio de 2021 | 933 000 (7,1%) |
| 4   | Francisco Lucas / Telefurgo            | 18 de junio de 2021 | 979 000 (7,8%) |
| 5   | Adrián Campos / La mordida             | 24 de junio de 2021 | 803 000 (6,7%) |
| 6   | Lili Campos / Perfumarte               | 1 de julio de 2021  | 656 000 (5,2%) |
| 7   | Genaro Sastre / Skalop                 | 8 de julio de 2021  | 725 000 (6,3%) |
| 8   | Ainhoa Santamaría / Lufe               | 15 de julio de 2021 | 734 000 (6,1%) |

### Temporada 7
| N.º | Protagonistas/Empresa          | Fecha de emisión    | Audiencia      |
| --- | ------------------------------ | ------------------- | -------------- |
| 1   | Forno de Lugo                  | 11 de abril de 2023 | 721 000 (5,9%) |
| 2   | La mar de gambas               | 18 de abril de 2023 | 430 000 (3,5%) |
| 3   | Grúas Barragán                 | 24 de abril de 2023 | 560 000 (4,6%) |
| 4   | Urbanclean                     | 2 de mayo de 2023   | 472 000 (3,8%) |
| 5   | Heladerías L'Antiga Valenciana | 9 de mayo de 2023   | 524 000 (4,3%) |
| 6   | Toro Burguer                   | 16 de mayo de 2023  | 454 000 (4,0%) |
| 7   | Alvato                         | 23 de mayo de 2023  | 414 000 (3,6%) |
| 8   | FlipaJump                      | 13 de junio de 2023 | 410 000 (3,6%) |

## Audiencia media por temporada
| Edición                         | Programas | Fecha                                             | Cadena   | Espectadores | Cuota |
| ------------------------------- | --------- | ------------------------------------------------- | -------- | ------------ | ----- |
| El jefe infiltrado: Temporada 1 | 3         | 8 de junio de 2011 — 6 de julio de 2011           | Antena 3 | 973 000      | 9,2%  |
| El jefe infiltrado: Temporada 2 | 8         | 3 de abril de 2014 — 22 de mayo de 2014           | La Sexta | 2 320 000    | 12,3% |
| El jefe infiltrado: Temporada 3 | 8         | 7 de enero de 2015 — 25 de febrero de 2015        | La Sexta | 2 203 000    | 11,4% |
| El jefe infiltrado: Temporada 4 | 13        | 8 de septiembre de 2015 — 26 de noviembre de 2015 | La Sexta | 1 718 000    | 9,6%  |
| El jefe infiltrado: Temporada 5 | 13        | 19 de enero de 2017 — 30 de marzo de 2017         | La Sexta |              |       |
| El jefe infiltrado: Temporada 6 | 10        | 9 de mayo de 2019 — 11 de julio de 2019           | La Sexta | 1 040 000    | 6,8%  |
| El jefe infiltrado: Temporada 7 | 8         | 27 de mayo de 2021 — 15 de julio de 2021          | La Sexta | 838 000      | 6,6%  |
| El jefe infiltrado: Temporada 8 | 8         | 11 de abril de 2023 — 13 de junio de 2023         | La Sexta | 498 000      | 4,1%  |